# Octomeria rotundiglossa
Octomeria rotundiglossa är en orkidéart som beskrevs av Frederico Carlos Hoehne. Octomeria rotundiglossa ingår i släktet Octomeria och familjen orkidéer. Inga underarter finns listade i Catalogue of Life.